# Präsidentschafts- und Parlamentswahlen in Argentinien 2011
Die Präsidentschafts- und Parlamentswahlen in Argentinien 2011 fanden am 23. Oktober des Jahres statt. Gewählt wurden Präsident und Vizepräsident sowie für den Nationalkongress die Hälfte der Abgeordneten und ein Drittel der Senatoren (jeweils drei in acht Provinzen). Erstmals wurden im Vorfeld für alle Parteien gleichzeitig obligatorische Vorwahlen abgehalten.
Es gewann direkt im ersten Wahlgang die amtierende Präsidentin Cristina Fernández de Kirchner; sie erhielt fast 54 Prozent der abgegebenen Stimmen. Sie war damit die erste Staatschefin Lateinamerikas, die im Amt bestätigt wurde. Auch im Kongress wurde ihre Mitte-links-Allianz Frente para la Victoria (FPV), die den linken Flügel der Peronisten sowie mehrere Kleinparteien umfasst, gestärkt.

## Ausgangssituation
Die regierende FPV, der die Präsidentin Cristina Fernández de Kirchner und der linke Flügel des Partido Justicialista angehören, hatte bei den Wahlen im Juni 2009 deutliche Verluste erlitten und besonders nach dem Konflikt mit den Agrarverbänden 2008 und weiteren Skandalen auch an Popularität eingebüßt, blieb aber stärkste Kraft im Kongress. Nach dem Tod von Néstor Kirchner im Oktober 2010 ergaben Umfragen hohe Popularitätswerte für die Amtsinhaberin.
Die FPV-Mehrheit im Kongress hatte 2009 das Wahlrecht reformiert, dabei wurden unter anderem die Zugangsvoraussetzungen für Kleinparteien zu Wahlen verschärft. Laut der Regierung solle dies die große Anzahl der Parteien im Land (über 700) reduzieren und Zusammenschlüsse auf Provinz- wie auf Bundesebene fördern. Oppositionelle kritisierten, dadurch werde besonders die Peronistische Partei Fernández de Kirchners sowie die andere traditionelle Partei, die Unión Cívica Radical gestärkt, Argentinien sei so auf dem Weg in ein De-facto-Zweiparteiensystem, außerdem sei die Reform vorschnell verabschiedet worden. Nach der Reform hatte sich die Anzahl der landesweit anerkannten Parteien auf 37 reduziert. Eine weitere wichtige Neuerung waren die nach dem Vorbild der Provinz Santa Fe veranstalteten allgemeinen Vorwahlen, die zwei Monate vor der Wahl stattfinden. 
Vor den Vorwahlen war es in der Opposition zu zahlreichen Zerwürfnissen gekommen. Die meisten Kandidaten traten am Ende für kleine Parteien oder Wahlallianzen an, nur Carrió sowie die wenig bekannten Politiker José Bonacci und Sergio Pastore für ihre eigentliche Partei.

## Vorwahlen
Die Vorwahlen betrafen sowohl die Kandidaten für das Präsidentenamt als auch die nach Provinzen aufgeteilten Listen für den Kongress. Sie fanden am 14. August statt und waren für alle Wahlberechtigten obligatorisch. Wer bei der Vorwahl nicht wählte und seine Nichtteilnahme dabei nicht offiziell entschuldigte (z. B. wegen Krankheit oder eines Aufenthalts mehr als 500 Kilometer vom Wahlort entfernt) sollte laut der Interpretation der Bundesrichterin María Romilda Servini de Cubría bei der eigentlichen Wahl aus dem Wählerverzeichnis ausgeschlossen werden.
Bei Ende der Meldefrist am 25. Juni 2011 hatte jede Partei oder Allianz genau einen Kandidaten für das Präsidentenamt eingetragen. Einige Konkurrenz gab es dagegen bei den Kandidaten für den Kongress, bei denen in vielen Provinzen konkurrierende Listen antraten, von denen jeweils nur die stärkste zur Teilnahme an der eigentlichen Wahl im Oktober berechtigt war. Gemäß den neuen Wahlgesetzen schieden zudem alle Kandidaten, die weniger als 1,5 % der Stimmen auf sich vereinigen können, nach dieser Vorwahl aus, weshalb mit einer Ausdünnung des Kandidatenfeldes gerechnet wurde.
Gewonnen wurde die Vorwahl deutlich von Cristina Fernández de Kirchner, die etwa 50 % der gültigen Stimmen erreichte. Es folgten mit großem Abstand Ricardo Alfonsín und Eduardo Duhalde mit jeweils etwa 12 %, Hermes Binner mit 10 % und Alberto Rodríguez Saá mit 8 %. Elisa Carrió konnte mit etwa 3 % nur einen Bruchteil ihres Stimmenanteils von 2007 (23 %) erreichen. Während von den weniger bekannten Kandidaten Jorge Altamira überraschend die Sperrklausel von 1,5 % überwand, scheiterten an ihr die drei Kandidaten Alcira Argumedo, Sergio Pastore und José Bonacci, die damit aus dem Kandidatenfeld ausschieden. Die Wahlbeteiligung lag mit über 78 % über den Erwartungen.
Ergebnis der Vorwahlen (Präsident und Vizepräsident)
| Kandidatenformel          | Stimmen    | %      |
| ------------------------- | ---------- | ------ |
| Kirchner – Boudou         | 10.762.217 | 050,24 |
| Alfonsín – González Fraga | 02.614.211 | 012,20 |
| Duhalde – Das Neves       | 02.595.996 | 012,12 |
| Binner – Morandini        | 02.180.110 | 010,18 |
| Rodríguez Saá – Vernet    | 01.749.971 | 008,17 |
| Carrió – Pérez            | 00.689.033 | 003,22 |
| Altamira – Castillo       | 00.527.237 | 002,46 |
| Argumedo – Cardelli       | 00.190.094 | 000,89 |
| Pastore – Rodríguez       | 00.065.031 | 000,30 |
| Bonacci – Villena         | 00.048.774 | 000,23 |
| Gültige Stimmen insgesamt | 21.422.674 | 100,00 |

| Weitere Daten                                             | Stimmen         | %      |
| --------------------------------------------------------- | --------------- | ------ |
| Gültige Stimmen                                           | 21.422.674      | 094,35 |
| Umschlag ohne Stimmzettel abgegeben (sog. Voto en blanco) | 01.007.753      | 004,44 |
| Ungültig                                                  | 00.274.951      | 001,21 |
| Gesamtzahl Stimmen                                        | 22.705.378      | 100,00 |
| Wahlbeteiligung                                           | Wahlbeteiligung | 078,67 |

## Präsidentschaftswahlen

### Kandidaten
Als Kandidaten zu den Präsidentschaftswahlen traten an (in alphabetischer Reihenfolge):
| Kandidat Präsident             | Kandidat Vizepräsident | Partei Bündnis                                           | Anmerkungen |
| ------------------------------ | ---------------------- | -------------------------------------------------------- | --- |
| Ricardo Alfonsín               | Javier González Fraga  | Unión Cívica Radical Unión para el Desarrollo Social     | Der Kongressabgeordnete und Sohn des ehemaligen Präsidenten Raúl Alfonsín galt als einer der aussichtsreichsten Oppositionskandidaten. Er verbündete sich im Vorfeld mit dem Rechtsperonisten Francisco De Narváez. |
| Jorge Altamira                 | Christian Castillo     | Partido Obrero Frente de Izquierda y de los Trabajadores | Der trotzkistische Sozialist hatte bereits 1989, 1995, 1999 und 2003 für das Amt kandidiert, dabei jedoch nie mehr als 1 % der Stimmen erreicht. Ihm wurden im Vorfeld keine Chancen auf den Sieg zugestanden. |
| Hermes Binner                  | Norma Morandini        | Partido Socialista Frente Amplio Progresista             | Der Gouverneur der wirtschaftlich wichtigen Provinz Santa Fe hatte Anfang 2011 mit Ricardo Alfonsín über eine Zusammenarbeit und eine gemeinsame Formel verhandelt, kündigte jedoch nach der Kooperation Alfonsíns mit Francisco de Narváez die Zusammenarbeit auf und trat in einer Allianz mit mehreren linken Regionalparteien an.                                                        |
| Elisa Carrió                   | Adrián Pérez           | Coalición Cívica ARI Coalición Cívica                    | Carrió war bereits zweimal (2003 und 2007) als Kandidatin angetreten und hatte 2007 den zweiten Platz erreicht. Dennoch wurden ihr 2011 nur geringe Chancen eingeräumt, in Umfragen lag sie auf einem der letzten Plätze. |
| Eduardo Duhalde                | Mario Das Neves        | Partido Justicialista, Unión Popular Frente Popular      | Der Peronist hatte Argentinien als Präsident durch die Wirtschaftskrise 2001/02 geführt. Ursprünglich sollte er als offizieller Kandidat des Peronismo Federal, des rechten Flügels der PJ, antreten, er verwarf sich jedoch mit dem anderen Aspiranten auf den Posten, Alberto Rodríguez Saá und trat letztendlich für die Kleinpartei Unión Popular an.                                    |
| Cristina Fernández de Kirchner | Amado Boudou           | Partido Justicialista Frente para la Victoria            | Die amtierende Präsidentin gab erst im Juni ihre Kandidatur bekannt. Sie galt seit dem Tod ihres Ehemanns Néstor Kirchner als große Favoritin auf den Wahlsieg in der ersten Runde. Sollte eine Stichwahl nötig sein, wurden allerdings wegen der polarisierten öffentlichen Meinung auch dem Oppositionskandidaten Chancen eingeräumt.                                                      |
| Alberto Rodríguez Saá          | José María Vernet      | Partido Justicialista Compromiso Federal                 | Der Gouverneur der Provinz San Luis und Bruder des ehemaligen Präsidenten Adolfo Rodríguez Saá gehört zum konservativen PJ-Flügel Peronismo Federal, der sich zur Kirchner-Regierung dissident verhält. Er war bereits 2007 angetreten. Seine Wähler sind regional stark auf die kleine Provinz San Luis und ihre Nachbarprovinzen konzentriert, so dass ihm kaum Chancen eingeräumt wurden. |

### In der Vorwahl ausgeschieden
| Kandidat Präsident | Kandidat Vizepräsident | Partei Bündnis                       | Anmerkungen |
| ------------------ | ---------------------- | ------------------------------------ | --- |
| Alcira Argumedo    | Jorge Cardelli         | Proyecto Sur Movimiento Proyecto Sur | Die unabhängige Kandidatur von Proyecto Sur war überraschend erfolgt, da der Parteichef, der bekannte Filmregisseur Fernando E. Solanas, zunächst als klarer Verbündeter von Hermes Binner aufgetreten war. Unstimmigkeiten über die Aufteilung der Listen führten zur Kandidatur unter dem Dach einer eigenen Wahlallianz mit mehreren kleinen Linksparteien. Der Soziologin Argumedo wurden kaum Chancen auf den Wahlsieg eingeräumt. |
| José Bonacci       | José Villena           | Partido del Campo Popular            | Der wenig bekannte Politiker trat für die rechtsnationalistische Partido del Campo Popular der Provinz Santa Fe an, die aus dem MODIN hervorging. |
| Sergio Pastore     | Gilda Rodríguez        | Partido de Acción Vecinal de Córdoba | Die Partei ist hauptsächlich in der Provinz Córdoba aktiv und eine Abspaltung der Partido Justicialista in der Provinz Córdoba (Unión por Córdoba). Laut einem Interview mit dem nahezu unbekannten Politiker soll die syrisch-libanesische Gemeinschaft Argentiniens hinter dem Kandidaten stehen. |

Weitere Politiker, die 2011 eine Kandidatur erwogen, aber letztendlich absagten, waren der amtierende Vizepräsident Julio Cobos (UCR), der Bürgermeister von Buenos Aires, Mauricio Macri (PRO), der UCR-Präsident Ernesto Sanz und der Filmregisseur Fernando "Pino" Solanas.

### Ergebnis
| Kandidatenformel          | Stimmen    | %      |
| ------------------------- | ---------- | ------ |
| Kirchner – Boudou         | 11.593.023 | 053,96 |
| Binner – Morandini        | 03.624.518 | 016,87 |
| Alfonsín – González Fraga | 02.395.056 | 011,15 |
| Rodríguez Saá – Vernet    | 01.714.385 | 007,98 |
| Duhalde – Das Neves       | 01.264.609 | 005,89 |
| Altamira – Castillo       | 00.497.082 | 002,31 |
| Carrió – Pérez            | 00.396.171 | 001,84 |
| Gültige Stimmen insgesamt | 21.484.844 | 100,00 |

| Weitere Daten                                             | Stimmen         | %      |
| --------------------------------------------------------- | --------------- | ------ |
| Gültige Stimmen                                           | 21.484.844      | 095,94 |
| Umschlag ohne Stimmzettel abgegeben (sog. Voto en blanco) | 00.678.724      | 003,03 |
| Wahlbeteiligung                                           | Wahlbeteiligung | 078,89 |

### Meinungsumfragen
Trotz zum Teil deutlicher Unterschiede belegte in allen Umfragen die amtierende Präsidentin mit großem Vorsprung den ersten Platz. Als Zweitplatzierter wurde vor den Vorwahlen meist Alfonsín ermittelt, gefolgt von Duhalde, Rodríguez Saá, Binner und Carrió. Nach den Vorwahlen deutete sich in der Opposition ein Stimmungswandel weg von Duhalde und Alfonsín hin zu Hermes Binner als potenziellem Zweitplatzierten an, der große Vorsprung von Fernández de Kirchner konsolidierte sich jedoch als Folge ihres hohen Ergebnisses.
| Datum                        | Meinungsforschungsinstitut  | Kirchner                    | Alfonsín                    | Duhalde                     | Rodríguez Saá               | Carrió                      | Binner                      | Altamira                    |
| Vor der allgemeinen Vorwahl  | Vor der allgemeinen Vorwahl | Vor der allgemeinen Vorwahl | Vor der allgemeinen Vorwahl | Vor der allgemeinen Vorwahl | Vor der allgemeinen Vorwahl | Vor der allgemeinen Vorwahl | Vor der allgemeinen Vorwahl | Vor der allgemeinen Vorwahl |
| ---------------------------- | --------------------------- | --------------------------- | --------------------------- | --------------------------- | --------------------------- | --------------------------- | --------------------------- | --------------------------- |
| Okt. 2010                    | OPSM                        | 35,7 %                      | 16 %                        | -                           | -                           | -                           | -                           | -                           |
| Okt. 2010                    | Ibarómetro                  | 44,5 %                      | -                           | 8,1 %                       | -                           | -                           | -                           | -                           |
| Nov. 2010                    | Poliarquía Consultores      | 48 %                        | 19 %                        | -                           | -                           | -                           | -                           | -                           |
| Dez. 2010                    | Consultora Equis            | 44 %                        | 6,1 %                       | 5,3 %                       | -                           | -                           | -                           | -                           |
| Dez. 2010                    | Consultora Analogías        | 42,3 %                      | 17 %                        | -                           | -                           | -                           | -                           | -                           |
| Jan. 2011                    | OPSM                        | 34 %                        | 14 %                        | 5 %                         | -                           | -                           | -                           | -                           |
| Jan. 2011                    | Ibarómetro                  | 40 %                        | 12,1 %                      | 10,4 %                      | -                           | -                           | -                           | -                           |
| Feb. 2011                    | Management & Fit            | 27,1 %                      | 6,6 %                       | 4,3 %                       | -                           | -                           | -                           | -                           |
| Apr. 2011                    | CEOP                        | 45,9 %                      | 10,6 %                      | 6,8 %                       | -                           | 3,3 %                       | -                           | -                           |
| Apr. 2011                    | OPSM                        | 37,2 %                      | 14,3 %                      | 6,6 %                       | -                           | 7,2 %                       | -                           | -                           |
| Mai 2011                     | Ricardo Rouvier y Asociados | 49,8 %                      | 22,3 %                      | 6,6 %                       | 6 %                         | 4,8 %                       | -                           | -                           |
| Mai 2011                     | Ibarómetro                  | 44,6 %                      | 12 %                        | -                           | 9 %                         | -                           | -                           | -                           |
| Jun. 2011                    | CEOP                        | 48,2 %                      | 12,8 %                      | 7,5 %                       | 5,5 %                       | 5,9 %                       | 4,3 %                       | -                           |
| Jun. 2011                    | Management & Fit            | 33,4 %                      | 15,3 %                      | 5,8 %                       | 7 %                         | 4 %                         | 5,1 %                       | -                           |
| Jun. 2011                    | CEOP                        | 49,8 %                      | 10,5 %                      | 9,2 %                       | 5,2 %                       | 4,8 %                       | 6,5 %                       | -                           |
| Nach der allgemeinen Vorwahl |                             |                             |                             |                             |                             |                             |                             |                             |
| Aug. 2011                    | Consultora Equis            | 52,1 %                      | 8,2 %                       | 7,6 %                       | 9,9 %                       | 1,4 %                       | 13,4 %                      | 1,7 %                       |
| Sep. 2011                    | Consultora Equis            | 53,1 %                      | 9,2 %                       | 8,3 %                       | 10,8 %                      | 1,0 %                       | 16,4 %                      | 1,2 %                       |
| Sep. 2011                    | Nueva Comunicación          | 51,7 %                      | 7,6 %                       | 9,1 %                       | 8,8 %                       | 1,5 %                       | 15,8 %                      | 1,7 %                       |
| Sep. 2011                    | Hugo Haime y Asociados      | 53,1 %                      | 12,6 %                      | 10,5 %                      | 5,6 %                       | 1,6 %                       | 15,2 %                      | 1,5 %                       |

## Parlamentswahlen
Bei den Parlamentswahlen wurden die Hälfte der Abgeordneten des Nationalkongresses erneuert. Die Provinzen galten dabei jeweils als Wahlkreise; in jeder Provinz mussten sich die Listen einzeln anmelden. Mehrere Parteien treten dabei in verschiedenen Provinzen in anderen Allianzen an.
Gleichzeitig werden die jeweils drei Senatoren in den Provinzen Buenos Aires, Formosa, Jujuy, La Rioja, Misiones, San Juan, San Luis und Santa Cruz erneuert. Dabei stehen jeweils der siegreichen Partei zwei, der größten Minderheitspartei ein Sitz zu; wenn der Wahlsieger mehr als doppelt so viele Stimmen auf sich vereinigt wie der Zweitplatzierte, erhält er jedoch alle drei Sitze.

### Ergebnis
Auch bei den wie in Argentinien üblich auf Provinzebene ausgezählten Parlamentswahlen setzte sich das Frente para la Victoria in den meisten Provinzen durch. Nur in der Provinz San Luis konnte wie bereits bei den Präsidentschaftswahlen mit Compromiso Federal eine Oppositionspartei den Sieg erringen. In den anderen Provinzen, in denen das FPV nicht gewann, waren die Wahlgewinner mit der Regierungsallianz verbündet: so gewann das Regionalbündnis Frente Renovador de la Concordia in Misiones sowohl bei den Senatoren als auch bei den Abgeordneten, und in Santiago del Estero siegte das dem Bundes-FPV nahestehende UCR-geführte Frente Cívico por Santiago. In La Pampa gewann mit der Humanistischen Partei ein Kooperationspartner des FPV, das dort nur zur Präsidentschaftswahl angetreten war. In La Rioja erhielt das FPV die Mehrheit bei der Wahl zum Abgeordnetenhaus, während sich bei den Senatoren das Frente Popular dank des dort noch populären ehemaligen Präsidenten Carlos Menem durchsetzte.
Insgesamt konnte das FPV seine nach den Wahlen 2009 geschrumpfte Mehrheit wieder ausbauen. 

### Abgeordnetenhaus nach der Wahl
Das neue Abgeordnetenhaus setzt sich wie folgt zusammen:
| Block                               | Vorsitzende(r)         | Abgeordnete | Orientierung oder Allianz                                      |
| ----------------------------------- | ---------------------- | ----------- | -------------------------------------------------------------- |
| Frente para la Victoria-PJ          | Agustín O. Rossi       | 115         | Linke Peronisten, unabhängige Kirchneristen (La Cámpora u. a.) |
| Unión Cívica Radical                | Ricardo R. Gil Lavedra | 38          | Radikalismus                                                   |
| Frente Peronista                    | Enrique L. Thomas      | 21          | Dissidente Peronisten, Rechtsperonisten                        |
| PRO                                 | Federico Pinedo        | 11          | Konservative, Wirtschaftsliberale                              |
| Frente Cívico por Santiago          | Daniel A. Brue         | 7           | Radicales K (dem Kirchnerismo nahestehende Radikale)           |
| Coalición Cívica ARI                | Alfonso de Prat Gay    | 6           | Sozialdemokraten                                               |
| Partido Socialista                  | Juan C. Zabalza        | 6           | Sozialdemokraten (Frente Amplio Progresista)                   |
| Frente Cívico - Córdoba             | Ernesto F. Martínez    | 5           | Sozialdemokraten, Zentristen (Frente Amplio Progresista)       |
| GEN                                 | Margarita R. Stolbizer | 5           | Sozialdemokraten (Frente Amplio Progresista)                   |
| Unidad Popular                      | Claudio R. Lozano      | 5           | Sozialdemokraten (Frente Amplio Progresista)                   |
| Nuevo Encuentro                     | Martín Sabbatella      | 5           | Unabhängige Kirchneristen                                      |
| Unión Peronista                     | Felipe C. Solá         | 3           | Rechtsperonisten                                               |
| Proyecto Sur                        | Fernando E. Solanas    | 3           | Sozialisten, Sozialdemokraten                                  |
| Movimiento Popular Neuquino         | Alicia M. Comelli      | 3           | Regionalbündnis, Zentristen                                    |
| Partido Justicialista La Pampa      | Roberto Robledo        | 2           | Peronisten                                                     |
| Córdoba Federal                     | Francisco J. Fortuna   | 2           | Rechtsperonisten                                               |
| Demócrata de Mendoza                | Omar B. de Marchi      | 2           | Zentristen                                                     |
| Frente Cívico y Social de Catamarca | Mariana Veaute         | 2           | Radikalismus                                                   |
| Einzelvertreter Anm. 1              | -                      | 14          | -                                                              |
| Fraktionslose                       | -                      | 2           | -                                                              |
| Gesamtzahl                          | -                      | 257         | -                                                              |

### Senat nach der Wahl
| Parteienblock                            | Abgeordnete |
| ---------------------------------------- | ----------- |
| Frente para la Victoria                  | 32          |
| Unión Cívica Radical                     | 14          |
| Frente Cívico de la Provincia de Córdoba | 2           |
| Frente Cívico y Social de Catamarca      | 2           |
| Justicialista San Luis                   | 2           |
| Justicialista 8 De Octubre               | 2           |
| Nuevo Encuentro                          | 2           |
| Partido Justicialista La Pampa           | 2           |
| Einzelvertreter Anm. 2                   | 14          |
| Gesamt                                   | 72          |